# Linia kolejowa 23 Zalaegerszeg – Rédics
Linia kolejowa Zalaegerszeg – Rédics – linia kolejowa na Węgrzech. Jest to linia jednotorowa, w całości niezelektryfikowana. Łączy Zalaegerszeg z Rédics i dalej ze Słowenią i Chorwacją.